# Fort Valley
Fort Valley település az Amerikai Egyesült Államok Georgia államában, Peach megyében, melynek megyeszékhelye is. Lakosainak száma 8780 fő (2020. április 1.).

## Népesség
A település népességének változása:

| 2010 | 9 815 |
| 2020 | 8 780 |